# Lacapelle-Biron
Lacapelle-Biron is een gemeente in het Franse departement Lot-et-Garonne (regio Nouvelle-Aquitaine) en telt 429 inwoners (1999). De plaats maakt deel uit van het arrondissement Villeneuve-sur-Lot.

## Geografie
De oppervlakte van Lacapelle-Biron bedraagt 14,0 km², de bevolkingsdichtheid is 30,6 inwoners per km².
De onderstaande kaart toont de ligging van Lacapelle-Biron met de belangrijkste infrastructuur en aangrenzende gemeenten.

## Demografie
Onderstaande figuur toont het verloop van het inwonertal (bron: INSEE-tellingen).